# صحار العبدي
صحار بن عَبَّاس بن شراحيل بن منقذ العبدي (نحو 25 ق هـ - 60 هـ / 598م - 680م): صحابي، من الفاتحين. له أخبار حسنة، وكان خطيباً مفوَّهاً، وبليغاً لَسِناً، وهو أحد النسابين، وله مع دغفل النسابة محاورات، ويعد من أوائل مؤلفي العرب، وله كتاب الأمثال.
وصُحار أحد الصحابة الذين وفدوا على النبي، ولم تطل صحبته لرسول الله كثيراً، لذلك كانت روايته عنه قليلة، اقتصرت على ثلاثة أحاديث. وكان ممن شهدوا فتح مصر بقيادة عمرو بن العاص، في خلافة الفاروق عمر. وفي سنة 22 هـ شهد صحار فتح خراسان مع الأحنف بن قيس، وولاه الأحنف أميراً على هراة. ثم كان مع الحكم في فتح كرمان، قال الطبري: «كتب الحكم إلى عمر بالفتح، وكتب بالأخماس مع صحار العبديّ، واستأمره في الفيلة، فقدم صحار على عمر بالخبر و المغانم».
وكان صحار عثماني الرأي والهوى أيام الفتنة الكبرى، ولما قُتل الخليفة عثمان بن عفان قام صحار يطالب بدمه، مع من طالب، وخرج على الخليفة علي معارضاً له، وشهد موقعة صفين مع معاوية بن أبي سفيان، مخالفاً قومه عبد القيس الذين كانوا إلى جانب علي بن أبي طالب. وبعد أن سقطت مصر بيد عمرو بن العاص كتب صحار إلى معاوية من البصرة بسروره وسرور أهل البصرة بهذا الفتح ويسأل الله أن يفتح عليه البصرة بأن يبعث إليها أميراً للطلب بـدم عثمان، فأرسل معاوية ابن الحضرمي إلى البصرة، فكانت فتنة الحضرمي، وفي ذلك قال إبراهيم الثقفي وبن أبي سيف المدائني:«أنّ الّذي كان سدّد لمعاوية رأيه في إرسال ابن الحضرميّ كتاب كتبه إليه صحار بن عبّاس العبديّ‌، وهو ممّن كان يرى رأي عثمان ويخالف قومه في حبّهم عليّا».
صار صُحار بعد ذلك أثيراً لدى معاوية، وعاصر صدراً من خلافته، ولازمه مدة، وبينهما محاورات تدل على ما كان يتمتع به، في أجوبته لمعاوية وغيره، من ذكاء وسرعة بديهة وقوةٍ في الإقناع والتأثير.

## النسب
- صُحَارُ بن عبَّاس بن شَراحَيل بن مُنْقذ بن عمْرو بن مُرة بن عَامر بن حَارثَة بن مُرة بن ظَفَر بن الدَّيْل بن عمرو بن وديعة بن لكيز بن أفصى بن عبد القيس، وهو قول ابن الكلبي.[12]

ضبط ابن الكلبي والمدائني وابن سعد البغدادي اسم أبيه عباس، وشذ عن ذلك بعض المتأخرين فقالوا عياش وهو تصحيف.

## وفوده على النبي
روى ابن شاهين بسنده، قال: «خرج في ستة عشر رجلًا من أهل هَجَر، منهم من بني عَصَر: عمرو بن المرحوم بن عمرو، وشهاب بن عبد الله بن عَصَر، وحارثة بن جابر، وهمام بن ربيعة، وخزيمة بن عبد عمرو. ومنهم منْ بني صباح: عقبة ابن حوزة، ومطر العنبري، أخو عقبة لأمه. ومن بني عثمان: منقذ بن حبّان وهو ابنُ أخت الأشجّ أيضًا، وقد مسح النبيُّ ﷺ وَجْهَه. ومن بني محارب: مَزِيدَة بن مالك، وعبيدة بن همام. ومن بني عابس بن عوف: الحارث بن جندب. ومن بني مرة: صُحار بن العبّاس، وعامر بن الحارث؛ فقدموا المدينة». وذكر عروة بن الزبير بسنده أن هذا الوفد من عبد القيس قدم المدينة في عام فتح مكة سنة 8 هـ.